# Herbert von Obwurzer
Herbert von Obwurzer (* 23. Juni 1888 in Innsbruck-Wilten; † 26. Januar 1945 in Nakel, Westpreußen) war ein österreichischer Offizier.

## Leben
Herbert Obwurzer war Sohn des österreichischen Offiziers Bernard Obwurzer und hatte mit Eckard und den beiden Schwestern Paula und Elisabeth drei weitere Geschwister. Sein Vater wurde bei Kampfhandlungen während des Ersten Weltkrieges getötet, daraufhin erhielt dessen Witwe samt ihren Kindern am 15. Februar 1917 das Adelsprädikat „von“.
Obwurzer schlug noch während seiner Schulzeit die Laufbahn eines Berufssoldaten bei der Gemeinsamen Armee ein und besuchte die Infanterie-Kadettenschule in Innsbruck. Von dort kam er 1907 als Fähnrich zum Dragonerregiment 4. Obwurzer nahm durchgehend als Offizier der k.u.k. Armee am Ersten Weltkrieg teil, zunächst als Oberleutnant beim Dragonerregiment 9 und ab 1917 als Hauptmann bei den Tiroler Kaiserjägern 1. Regiment. Nach Kriegsende wurde Obwurzer aus der Armee verabschiedet.
Mit dem Freikorps Eiserne Division nahm er 1919 an den Kämpfen im Baltikum teil. Ab Frühjahr 1920 baute er die Tiroler Heimwehr mit auf und bekleidete dort den Posten des Stabschefs, den er im Juni 1921 aufgrund interner Konfliktlagen aufgab (Nachfolger war Waldemar Pabst). Danach wechselte er zur oberösterreichischen Heimwehr, wo er Waffen-Referent und Verbindungsmann zu bayerischen Selbstschutzverbänden wurde.
Er begann zudem ein Studium an der Wiener Hochschule für Welthandel, das er jedoch nicht abschloss. Seine Berufsangabe lautete Volkswirt. Obwurzer trat zum 1. Juni 1930 der NSDAP bei (Mitgliedsnummer 266.601) und zog von Österreich in das Deutsche Reich. Von 1930 bis 1934 war er Geschäftsführer der Sächsischen Zellstoffwatte-Fabrik G. m. b. H. in Dresden. Nach der „Machtergreifung“ wurde er 1934 Stellvertreter des Beauftragten für Wirtschaftsfragen im Stab des Stellvertreters des Führers Rudolf Heß. Ab 1936 führte er den Titel Amtsleiter der Reichsleitung.
| Obwurzers SS-Ränge | Obwurzers SS-Ränge     |
| Datum              | Rang                   |
| ------------------ | ---------------------- |
| August 1942        | SS-Obersturmbannführer |
| Januar 1943        | SS-Standartenführer    |
| Juni 1944          | SS-Oberführer          |
| Januar 1945        | SS-Brigadeführer       |

Ab 1937 bekleidete er den Rang eines Majors der Wehrmacht und absolvierte in den folgenden Jahren Militärübungen. Nach Beginn des Zweiten Weltkrieges nahm er als Offizier der Wehrmacht an Kriegshandlungen teil und wurde mehrfach ausgezeichnet.
Zum 1. August 1942 wechselte er als SS-Obersturmbannführer zur Waffen-SS (SS-Nummer 430.417). Noch im August 1942 wurde er von der Führerreserve im Wehrkreis II zur 6. SS-Gebirgs-Division „Nord“ versetzt, wo er ein Infanterieregiment kommandierte. Im März 1943 wurde er mit der Aufstellung der 13. Waffen-Gebirgs-Division der SS „Handschar“ (kroatische Nr. 1) betraut und deren erster Kommandeur. Ab September 1943 führte er ein Regiment in der 1. SS-Infanteriebrigade, die zuvor verantwortlich für Morde an sowjetischer Zivilbevölkerung war. Ab März 1944 gehörte er der Ersatzabteilung der 15. SS-Division an. Spätestens am 21. Juli 1944 wurde er Kommandeur der 15. Waffen-Grenadier-Division der SS (lettische Nr. 1). Am 26. Januar 1945 brach er zu einer Aufklärungsfahrt auf und wurde von einem Spähtrupp des 16. unabhängigen Garde-Motorradbattalions der 2. Garde-Panzerarmee überfallen. Als er die Hoffnungslosigkeit seiner Situation sah, beging er Selbstmord. Posthum wurde er am 30. Januar 1945 zum SS-Brigadeführer und Generalmajor der Waffen-SS ernannt.

## Schriften
- Deutschösterreich und die deutschen Schicksalsfragen, Wien 1924.
- Selbstversorgung (Autarkie) im Dritten Reich, Berlin 1933. [Nachdruck ISBN 978-3-96401-002-5]